# Kizomba
 (mars 2011).
Si vous disposez d'ouvrages ou d'articles de référence ou si vous connaissez des sites web de qualité traitant du thème abordé ici, merci de compléter l'article en donnant les références utiles à sa vérifiabilité et en les liant à la section « Notes et références ».
Genres dérivés
Modern Kiz, Urban Kiz
La kizomba (ou le kizomba) désigne un genre musical et la danse qui l'accompagne, faisant partie de la culture de l'Angola. Ce genre s'est d'abord répandu dans les pays lusophones, puis dans les pays européens, et ensuite dans des pays non-européens comme les États-Unis et l'Australie.
Le mot « kizomba » signifie « fête » en kimbundu, une des principales langues parlées en Angola. Le portugais reste la langue officielle.

## Histoire
Né en Angola, ce genre musical connaît une grande audience par le chanteur angolais Eduardo Paím (pt) dans la dernière décennie du XXe siècle,.
Le genre musical kizomba et la danse qui l'accompagne se sont développés dans l'ensemble des pays d'Afrique lusophones (Guinée-Bissau, Cap-Vert, Mozambique, Sao Tomé, etc.) avec des influences antillaises. Cela a engendré la naissance de styles très caractéristiques de certaines zones géographiques, tant en ce qui concerne la musique que la danse.
La kizomba, en tant que musique et danse de couple, est arrivé en Europe, en commençant par le Portugal, précurseur depuis 1988 environ, et est maintenant pratiquée sous plusieurs dérivés, notamment en région parisienne avec l'UrbanKiz en 2014.

## Terminologie
Depuis 2010 environ, le terme kizomba est beaucoup utilisé, à tort, pour désigner toutes les danses et musiques dérivées.

### Musique et danse
- La kizomba (musique), née en 1980, est née d'une fusion entre le zouk antillais et le semba[1], mais avec un tempo plus lent.
- La kizomba (danse) s'appelle « Passada » en Angola, et est la même danse que le Semba, adaptée et simplifiée pour mieux s'ajuster au tempo.

La danse Kizomba (au sens strict, la Passada angolaise) se caractérise par sa sensualité et sa position fermée.
Pour les deux partenaires, le tronc demeure fixe et néanmoins souple, chacun sur ses appuis.
La danse semba se caractérise par des déplacements plus rapides et ludiques, des acrobaties et figures très originales où l'on voit souvent des portés de toutes sortes.
En mars 2021, un dossier a été déposé par le Ministère de la Culture Angolaise au patrimoine mondial de l'Unesco, pour que l'utilisation du terme kizomba ne soit utilisé que pour désigner la danse, la musique et la culture angolaise.

### Danser la kizomba
La danse en elle-même se pratique sur des temps impairs (les pas sont en 3 ou 5 temps, sauf le 2 temps de base) sur une musique en 4 temps.
L'homme guide sa partenaire avec :
- kizomba : le cadre "social" , (buste de temps en temps) ;
- kiz'fusion : le buste, car la femme est en déséquilibre avant, posé sur celui de l'homme (comme le tango), et la main droite ;
- urbankiz : les bras, les mains, les pieds, les genoux.

En kizomba/semba (passada), le déplacement est du bas vers le haut. le temps est donc en haut. Le guidage se fait essentiellement par le haut du corps, les bras et le buste (orientation du cadre de danse) :
- le buste frôle celui de la partenaire de temps en temps ;
- la main droite de l'homme vient se placer sur l’omoplate de sa partenaire : il va permettre l'essentiel du guidage. La main de la partenaire se place de même ;
- la main droite de la partenaire est main dans main, coude contre coude, sauf en urbankiz, elle est utilisée essentiellement pour guider et/ou pour bloquer (faire un « touch » par exemple) ;
- la connexion cuisse à cuisse côté arrive au 3e temps de la sortie fille et au 2e de la sortie garçon et sert souvent de transition pour une autre passe, alors qu'en kizfusion elle se fait de face.

Les pas et variations de bases sont en résumé les suivants : 
- le 2 temps où l'homme déplace sa partenaire sur la gauche vient marquer le sol (appelé « marqua ») en joignant les pieds, puis se déplace sur la droite et vient a nouveau marquer ;
- le 3 temps où l'homme déplace sa partenaire sur la gauche, mais revient à la même position, puis marque le sol en joignant les pieds ;
- Ida et Volta, aller et retour, en avant ou en arrière, marché simple, en 3 temps avec un marqua, ou 4 temps avec un balancé ;
- les 1/4 de tour, en 3 temps avec un marqua, ou 4 temps avec un balancé ;
- la sortie garçon (5 temps) où l'homme avance et sort de la ligne de danse sur la gauche puis revient en face de sa partenaire ;
- la sortie fille (5 temps) où l'homme avance d'un pas puis recule sur 4 temps et sa partenaire sort de la ligne de danse puis y revient ;
- le corridinho ou corridinha, qui est une succession de pas qui forme un cercle au sol, où l'homme avance en inclinant légèrement ses épaules vers l'intérieur du cercle ;
- la virgula, succession de 1/4 de tour, de balancé en tournant, avec un marqua en contre temps au milieu pour faire des demi-tour ou tours complets, qui a été modifié puisque réalisé sur une ligne, et est appelé souvent en Kiz'Fusion ou Urban kiz le demi-tour cha cha.

Les changements de rythme ou un stop peut arriver au bout de 8 temps, surtout en urbankiz.
La ginga est un mouvement de hanche des filles « en décrivant un 8 au sol » utilisé uniquement en passada (kizomba/semba).
En kiz'fusion ou urbankiz, le mouvement des hanches est plutôt d'avant en arrière, type "vague" ("wave").
Le banga, est un mouvement de hanche des garçons, de droite à gauche, accentué par rapport à une démarche normale basique, utilisé uniquement en passada (kizomba/semba).
Pour danser les différentes formes de danse, il existe de nombreuses soirées dansantes.
- les soirées 100% kiz où on ne danse que de la kiz'fusion ou urbankiz sur le ghettozouk, moombahton, tarraxa, remix ghetto, etc ;
- les soirées kizomba/semba où on danse essentiellement la passada (appelée en Europe kizomba) sur des musiques kizomba, semba, coladeira, cabozouk, etc.
- les soirées « SBK » (pour salsa-bachata-kizomba) où les 3 types de musique sont joués en alternance (en général 3 musiques de chaque), mais essentiellement sur du ghettozouk pour la partie kizomba, sans musique kizomba ou semba, ou très rares. Ce type de soirée vient des écoles de danse latines enseignant la bachata et la salsa, alors que la kizomba est une danse africaine.

Les 3 types de danses étant très différents, avec des musiques différentes, ils nécessitent un apprentissage avec des professeurs reconnus.
Les soirées dans les bars, commencent souvent par un cours donné par des professeurs de danse, qui sont essentiellement plutôt des passionnés.

### Dérivés

#### Kizomba Fusion
- La kizomba moderne (modern'kiz) ou kizomba fusion (kiz'fusion) est le résultat d'une fusion avec le tango, sur une nouvelle musique - le ghettozouk - et viendrait du Portugal.

Pour l'homme, le tronc demeure fixe et néanmoins souple, alors que la femme, elle, doit être en déséquilibre avant, posée buste contre buste pour être guidée comme le tango, tandis que les bas du corps sont beaucoup plus énergiques. Tout a été modifié/créé, ce qui en fait une danse à part entière, et non pas un style différent de Kizomba.
- La musique ghettozouk est lente et sensuelle. Les artistes les plus connus sont : Nelson Freitas, C4 Pedro, Mika Mendes, Loony Johnson, Anselmo Ralph.

#### Urban kiz
L'urban kiz, née en France en 2014, a utilisé certains pas basiques de kizomba, ainsi que la kiz'fusion, et les a adaptés et modifiés pour danser sur de nouvelles musiques :
- la danse urban'kiz qui se caractérise par son énergie robotique néanmoins très technique ;

- les musiques moombahton, zouk bass, tarraxa electro, qui ont été utilisées pour créer la danse Urban Kiz.

Il n'existe pas de musique ou rythme « urbankiz ». Cela désigne une danse seulement.
Le mot urban représente la musique liée au RnB (voire ghetto-zouk), et le terme kiz montre simplement qu'il a été influencé par la kiz'fusion. La principale différence est que les danseurs gardent généralement plus de distance entre eux et n'ont pas forcément une connexion poitrine contre poitrine, contrairement à la kiz'fusion.
Tout a été modifié, ce qui en fait une danse à part entière, et non pas un style différent de Kizomba.
Pour les deux partenaires, le tronc demeure fixe, le corps inflexible, tout en étant léger. Les jambes sont tendues et l'énergie est différente : on demande aux suiveurs de gainer. La musique urbaine utilisée est également plus lente, mais la danse comporte de nombreux changements de rythmes dynamiques, avec des accélérations, des pauses et des transitions plus ou moins lentes, suivant le tempo. L'urban kiz se caractérise aussi par les mouvements de feinte des jambes des hommes ou encore les contretemps. L'urban kiz introduit aussi la tarraxinha et/ou tarraxa (danse angolaise), mais qui a néanmoins une différence notable : la tarraxinha se caractérise par des mouvements de blocage des parties du corps, sur place sans déplacement, et des mouvements de bassin pour la partenaire.

#### Autres
Bien que phénomènes très peu répandus, la raggakiz (mélange de kiz'fusion et danse ragga), la bachakiz (pas de base de la bachata avec des mouvements de kiz'fusion), ou encore le tangokiz, le kizombatango, l'urbankiztango ou urbankiz sensual existent également.

## Influences et évolution
- La musique : depuis 1947, le semba était la musique moderne populaire de l’Angola. Les danseurs de semba se sont mis à élaborer de nombreuses figures et à jouer sur leurs appuis en harmonie avec la construction musicale et avec leur partenaire.

La génération suivante a découvert la musique zouk dans les années 1980, avec la tournée du groupe antillais Kassav', en Angola et ailleurs. Les musiciens ont alors commencé à faire évoluer le rythme du semba vers une musique plus lente, généralement très romantique, qui ressemble par sa rythmique à la musique zouk.  
- La danse : la kizomba adapte les mouvements du semba à ce genre musical de plus en plus populaire dans les années 1980, mais avec une position plus fermée, plus près du corps, torse contre torse et plus lente.

## Artistes (musiciens)
- Semba et Kizomba : David Ze, Urbano de Castro, Os Kiezos, Jovens do Prenda, Bonga Kuenda, Mamukueno, Eduardo Paim (SOS), Paulo Flores, Ruca Van-Dunem, As Gingas, Lukeny Moço, Lulas da Paixão, Dom Caetano, Yuri de Cunha, Euclides da Lomba, Yola Semedo (Impactus 4), Jacinto Tchipa, Moniz et Beto de Almeida, Os Versateis, Mamborro, Nany, Lurdes Van-Dunem, Clara Monteiro, Bagão, Antonio Paulino, Jivago, Calo Pascoal (Quebra Galho), Ary, Perola, Yola Araujo (As Melomanias), Betomax, Celma Ribas, Matias Damasio, Rei Helder, Puto Portugues, Irmãos Verdades, Ze do Pau, Don Kikas, André et Ruy Mingas, Calabeto, Carlos Burity, Liceu Vieira Dias, NˈSexy Love, Kyaku Kyadaff, Kristo, Konde Martins, Livongh, Eddy Tussa, Maya Cool, Philippe Mateo…

- Ghetto Zouk : Anselmo Ralph, Nelson Freitas, Kaysha, C4 Pedro, Mika Mendes, Atim, Dynamo, G-Amado, Heavy C., Loony Johnson, Eddu, Ricky Boy, Djodje, Elizio, Heavy H, Caboman Barbosa, Jennifer Dias

- Cabo love (et autre à classer) : Suzanna Lubrano, Philip Monteiro, Gama, Gil Semedo, Tó Semedo, Beto Dias, Paulo Tavares, Marcia, Gylito, Kido Semedo, Nhelas, Roger, Alcides&Vanir, Rome, Juceila Cardoso, Denis Graça, Charbel…

- Remixeurs : Dj Radikal, Nindja, M&N, Pro, Dj Sai, Sai, Dj Chad, VersuS, Dj Fred Maestro, J-Kee, Mestah, Dj Kakah, Dj Alnova, Dj Shark, Dj Kayel, Dj Zay'X, Vlad Ivan, Stefanio Lima, TrayBeatz, Dj Nice Life, Dj Malick, Dimaf, Malcom Beatz, Dj Hegza, Dj Ramon10635, Dj Ghost Face, Dj C.C.Ron, Dj Snakes, Dj Willy G, Dj Charley Raymdtc, Dj Ralph BB, Blvck Skyle, Dj David Ruela, Dj Hugo Smile, Armandocolor IDREAM, Dj Mulato, Dj michbuze...